# Giulio Gianini
Giulio Gianini (* 9. Februar 1927 in Rom; † 16. Mai 2009 ebenda) war ein italienischer Filmregisseur und Kameramann.

## Leben
Gianini studierte Bühnenbild an der Kunstakademie in Rom. Nach Ende des Studiums wandte er sich zunächst der Fotografie zu und zeichnete Cartoons für Zeitungen. In den 1950er-Jahren kam Gianini zum Film und arbeitete als Kameramann bei verschiedenen Spiel- und Dokumentarfilmen mit, darunter 1953 Café chantant von Camillo Mastrocinque und 1962 Pirat der sieben Meere unter der Regie von Rudolph Maté und Primo Zeglio. Ab 1957 arbeitete Gianini mit Emanuele Luzzati an mehreren Kurzanimationsfilmen. Luzzati erhielt für ihren Kurzanimationsfilm La gazza ladra nach einer Komposition von Rossini 1966 eine Oscarnominierung; Gianini und Luzzatti wurden als Produzenten für Pulcinella beide 1974 für einen Oscar nominiert.
In Zusammenarbeit mit Kinderbuchautor Leo Lionni entstanden in den 1970er- und 1980er-Jahren fünf Animationsfilme nach Werken des Autors. Gianini war 1978 Gründer der Animationsabteilung des Centro Sperimentale du Cinematographia in Rom, wo er selbst bis 1999 lehrte. Gianini verstarb 2009 nach langer Krankheit in seiner Geburtsstadt Rom.

## Filmografie (Auswahl)
- 1959: La tarantella di Pulcinella
- 1960: I paladini de Francia
- 1961: Pulcinella: Il gioco dell’oca
- 1965: La gazza ladra
- 1968: L’italiana in Algeri
- 1970: Alì Babà
- 1972: Il viaggio di Marco Polo
- 1973: Pulcinella
- 1974: Turandot
- 1978: Il flauto magico
- 1979: I tre fratelli
- 1981: Pulcinella e il pesce magico
- 1985: Duetto dei gatti

## Auszeichnungen
- 1974: Oscarnominierung, Bester animierter Kurzfilm, für Pulcinella